# Theridion octoferum
Theridion octoferum är en spindelart som beskrevs av Embrik Strand 1909. Theridion octoferum ingår i släktet Theridion och familjen klotspindlar. Inga underarter finns listade i Catalogue of Life.